# خوان أنطونيو غورديلو
خوان أنطونيو غورديلو هو سياسي مكسيكي، ولد في 7 أبريل 1947. نشط حزبياً في الحزب الثوري المؤسساتي. وقد انتخب عضو مجلس النواب المكسيك ‏.